# Withania frutescens
Withania frutescens é uma espécie de planta com flor pertencente à família Solanaceae. 
A autoridade científica da espécie é (L.) Pauquy, tendo sido publicada em De la Belladone, Paris 14. 1825.
Trata-se de uma espécie muito sensível ao frio.

## Portugal
Trata-se de uma espécie presente no território português, nomeadamente em Portugal Continental na Serra da Arrábida.
Em termos de naturalidade é nativa da região atrás indicada.

## Protecção
Não se encontra protegida por legislação portuguesa ou da Comunidade Europeia.